# 宇都宮市立緑が丘小学校
 宇都宮市立緑が丘小学校（うつのみやしりつ みどりがおかしょうがっこう）は、栃木県宇都宮市緑にある公立小学校。

## 沿革

### 開校の背景
1962年（昭和37年）から分譲が始まった西川田団地（現・緑1丁目 - 4丁目）には、比較的若い年齢層で小学生を持つ家庭が多かった。ところが、子ども達は通学路が未整備な中を、少し離れた宇都宮市立陽南小学校へ通わなければならないという現実に直面した。
1967年（昭和42年）宇都宮市は新興住宅地の児童を配慮し、「第51小学校」の建設を発表した。団地分譲時に小学校建設が予定されていたので住民にとっては朗報だった。
校名は地元住民と学区内に組み込まれる江曽島などの周辺住民との間で対立したが、教育委員会から出された「緑が丘」は、地元の「緑」と学区に組み込まれる双葉町南半分の旧称「松ヶ丘」という双方の地名を生かしており、地域住民もこれを了承した。

### 年表
- 1970年（昭和45年）
  - 4月1日 - 宇都宮市立緑が丘小学校として開校。学区内の全児童を収容しきれなかったので6年生と一部地区の児童は引き続き陽南小学校へ残ることになった。
  - 4月3日 - 新築第1期工事竣工（2,020平方メートル）
  - 4月8日 - 管理棟も体育館もない校舎だけの建物で、開校式を行った。
  - 入学式は雨天のため廊下で行われ、PTAの総会は屋上という異例な場所での開催となった
  - 開校時は緑が丘という名称にもかかわらず校庭には樹木が一本もないため地域住民に樹木の提供を呼びかけ、提供を受けた。
  - 5月2日 - 開校内祝挙行。この日を創立記念日と定める。
- 1971年（昭和46年）
  - 1月25日 - 新築第2期工事竣工（1,728平方メートル）。
  - 4月1日 - 収容力不足のため陽南小へ通っていた東原、双葉町北部地区が通学区となる。
  - 8月26日 - 新築第3期工事竣工（3,293平方メートル）。
- 1972年（昭和47年）
  - 3月4日 - 校歌制定。
  - 10月 - 屋内体育館工事竣工、校舎落成式挙行
- 1973年（昭和48年）
  - 3月20日 - 校章および校旗制定。
  - 8月 - 夏休み中にPTA補導部が学区内を巡回し、学校西側の湿地帯の通学路の一部が危険であると認知。
  - 10月 - 教育委員会、道路維持課、自治会等が現地視察を行い、解決策として木道作りを計画した
  - 12月23日 - 建設材料は宇都宮市立中央小学校改築時の廃材を提供し、労力はPTAの奉仕として着工し同日完成した。
- 1974年（昭和49年）12月10日 - 新築第5期工事竣工（6教室 540平方メートル）。
- 1975年（昭和50年) - 児童数増加により校庭にプレハブ校舎を建設。
- 1978年（昭和53年）- プレハブ校舎は6教室に。校庭に面した南側に防護ネットを張り、そこにボールが当たれば2塁打、屋根を越えたらホームランという変則的なルールで学童野球の試合を行わざるを得なかった。
- 1979年（昭和54年）
  - 児童数1,439名に。
  - 10月2日 - 創立10周年記念式典挙行。
- 1980年（昭和55年）4月3日 - 宇都宮市立陽光小学校新設により学区の一部（緑4丁目）および児童（142名）を移管。
- 1987年（昭和62年）12月9日 - 校庭整地完了。
- 1991年（平成3年）11月30日 - 校舎大規模改造工事完了（なかよし広場、ふれあい広場、冷暖房設備）。
- 2000年（平成12年）1月29日 - 創立30周年記念式典挙行。
- 2004年（平成16年）10月17日 - 吹奏楽部（旧金管バンド）再発足。
- 2007年（平成19年）8月13日 - 体育館床工事。
- 2009年（平成21年）6月24日 - エアコン設置。
- 2011年（平成23年）
  - 3月11日 - 東日本大震災により、体育館・校舎に大きな被害を受ける。
  - 9月15日 - 体育館震災対応改修工事。

## 通学区域
通学区域は下記の通り。
- 宇都宮市
  - 江曽島1丁目 - 2丁目
  - 東浦町
  - 東原町
  - 双葉1丁目 - 3丁目
  - 緑1丁目 - 3丁目

## 交通安全の取組み
- 1977年1月8日の放課後、近くの公園から帰宅途中の男子児童が競馬帰りの車にはねられ事故死。

事故を受けてPTA等は直ちに事故対策連絡協議会を立ち上げ、同月23日に自治団体・PTA・学校が一丸となり「緑が丘地区から交通事故をなくす集い」を開催し「緑が丘地区交通安全推進協議会」を設立。
協議会で学区内の通学路や遊び場を調査し、宇都宮市や栃木県警察に改善策を提出した結果、生活道路の制限速度引き下げが実施された。
1978年以降、毎年9月に「緑が丘地区交通安全推進の集い」を開催している。

## 周辺
- 宇都宮市立緑1号児童公園 - 宇都宮市道をはさんで、敷地が隣接。
- 宇都宮市立緑が丘小学校子どもの家緑が丘校外クラブ - 緑1号児童公園に隣接。
- 宇都宮緑郵便局 - 緑が丘通り（宇都宮市道）をはさんで、敷地が隣接。
- たいらや緑店

## 交通
- 東武鉄道宇都宮線江曽島駅より
  - 徒歩約1.2km・約18分。
  - 下述の関東バスに乗車し5分、「緑2丁目」停留所で下車後、徒歩。
- 関東バス「01」系統一条江曽島線・「31」系統江曽島線で、
  - 「緑2丁目」停留所より、緑が丘通り（宇都宮市道）沿いにある正門まで、
    - 宇都宮駅行のりばから、約90m・約1分。
    - 江曽島行のりばから、約120m・約2分（緑が丘通りを跨ぐ歩道橋経由）。

  - 「緑町」停留所より、
    - 宇都宮駅行のりばから、徒歩約170m・約2分。
    - 江曽島行のりばから、約140m・約2分（緑が丘通りを跨ぐ歩道橋経由）。